# Ny Aquilae
Ny Aquilae (ν Aqulilae, förkortat Ny Aql, ν Aql)  är en dubbelstjärna belägen i den mellersta delen av stjärnbilden Örnen (stjärnbild). Den har en skenbar magnitud på 4,72 och är synlig för blotta ögat där ljusföroreningar ej förekommer. Baserat på parallaxmätning inom Hipparcosuppdraget på ca 1,2 mas, beräknas den befinna sig på ett avstånd på ca 2 800 ljusår (ca 900 parsek) från solen.

## Egenskaper
Ny Aquilae är en gul till vit superjättestjärna av spektralklass F3 Ib. Den har en beräknad massa som är ca 13 gånger större än solens massa, en radie som är ca 104 gånger större än solens och utsänder från dess fotosfär ca 21 000 gånger mera energi än solen vid en effektiv temperatur av ca 6 700 K.
Följeslagaren Ny Aquilae B är en stjärna av 9:e magnituden, separerad med 220 bågsekunder från primärstjärnan. Litet är känt om den förutom en ungefärlig spektralklassificering till A1 IV/V.